# ベルゲ・フッレ
ベルゲ・ラグナー・フッレ（Berge Ragnar Furre、1937年4月13日 - ）は、ノルウェーの歴史学者、神学者、政治家。社会主義左翼党元党首。

## 来歴

### 出生から大学卒業まで
ローガラン県生まれ。1955年にオスロ大学入学後、1959年にはノルウェー学生協会会長に就任する。会長職の傍ら労働党にも入党するが、1958年のいわゆる「イースター反乱」を機に離党、フィン・グスタフセンら蜂起関係者と共に社会主義左翼党を立ち上げる。党内では1961年から1964年まで書記長、中央委員会委員をそれぞれ務めた。
1968年に哲学の学位を取得し大学を卒業、翌1969年にはノルウェー自然科学・人文科学調査評議会の評議員となるが、トロムソ大学で歴史学の準教授に就くため1971年に辞任する。この間1968年から翌年までノルウェー・モールラーグの副会長などを歴任する。

### 国政進出
1973年のノルウェー議会（ストーティング）選挙において、ローガラン県から社会主義左翼党公認で出馬し、初当選を果たす（議員在任は1977年まで）。また1976年から1983年にかけては党首を務め、議員在職中は農業常任委員会、選挙委員会及び外交問題特別委員会の各委員を務めた。

### 神学者として
1973年に議員に当選したためトロムソ大学を離れたが、1975年には講師として復帰し、1985年に教授に昇格する。しかし教授職を1年限りで退いた後、翌1986年以降は神学研究に従事する。オスロ教区やノルウェー国教会などでの活動を経て、1991年からはオスロ大学でキリスト教史について教鞭を執る。また、1998年司祭に任命される。2007年に大学を退職し、名誉教授となった。

## 著書
歴史学及び政治学関係の著書を多数残しており、特に「ノルウェーの歴史 1905年 - 1990年」（Norsk historie 1905-1990: vårt hundreår）は幾つかの大学でノルウェー史の教科書として使われている。
- Soga om Lars Oftedal（1990） ISBN 82-521-3468-8
- Norsk historie 1905-1990 : vårt hundreår（1992） ISBN 82-521-3487-4
- Norsk historie 1914-2000 Industrisamfunnet - frå vokstervisse til framtidstvil（2000）ISBN 9788252151879